# Adam Rippon
Adam Richard Rippon (ur. 11 listopada 1989 w Scranton) – amerykański łyżwiarz figurowy, startujący w konkurencji solistów. Brązowy medalista olimpijski z Pjongczangu (2018, drużynowo), mistrz czterech kontynentów (2010) oraz mistrz Stanów Zjednoczonych (2016). 19 listopada 2018 zakończył karierę sportową.
Jest pierwszym amerykańskim sportowcem, który zdobył medal olimpijski jako otwarcie zadeklarowany gej na zimowych igrzyskach olimpijskich.

## Życiorys

### Wczesne lata
Urodził się w Scranton w stanie Pensylwania. Jest najstarszy spośród sześciorga dzieci Kelly i Ricka Ripponów. Urodził się z poważną wadą słuchu, jednak przed swoimi pierwszymi urodzinami przeszedł operację, która niemal całkowicie przywróciła mu słuch.

### Kariera
Naukę jazdy na łyżwach rozpoczął w wieku 10 lat, gdy jego matka zaprowadziła go na lodowisko i kupiła pierwsze łyżwy. W latach 2000–2007 był trenowany przez Jelenę Siergiejewą. W zawodach kategorii juniorów oraz juniorów młodszych zadebiutował w sezonie 2004/2005 i bardzo szybko zaczął osiągać pierwsze sukcesy.

#### Kariera juniorska
Po wygranych w zawodach regionalnych, w sezonie 2007/2008 rozpoczął dominację w juniorskich zawodach międzynarodowych. W 2007 nawiązał współpracę z trenerem Nikołajem Morozowem. W zawodach z cyklu Junior Grand Prix wygrał w Rumunii i zajął drugie miejsce w Bułgarii, po czym zapewnił sobie triumf w finale Junior Grand Prix w Polsce. Został również mistrzem Stanów Zjednoczonych juniorów oraz mistrzem świata juniorów. Drugi tytuł mistrza świata juniorów wywalczył rok później, debiutując równocześnie w zawodach seniorskich. Nie brał w tym sezonie udziału w żadnych innych zawodach juniorskich.

#### Kariera seniorska

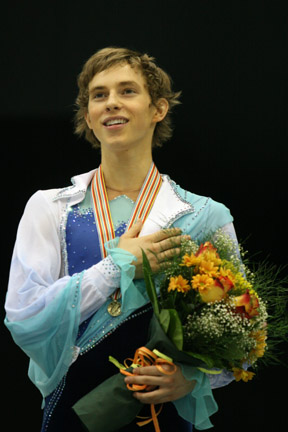
Rippon na podium Mistrzostw Świata Juniorów 2008

W sezonie 2008/2009 zadebiutował w zawodach seniorów z cyklu Grand Prix, zajmując piąte miejsce w Cup of Russia i ósme miejsce w Skate America. W styczniu 2009 zakończył współpracę z dotychczasowym trenerem Morozowem i rozpoczął treningi w Toronto pod okiem dwukrotnego wicemistrza olimpijskiego, Briana Orsera. W sezonie 2009/2010 po raz pierwszy stanął na podium zawodów z cyklu Grand Prix, zdobywając brązowy medal Trophée Eric Bompard. Zaraz po tym osiągnął jeden z największych sukcesów w karierze, został mistrzem czterech kontynentów w 2010. Oprócz tego zajął szóste miejsce w pierwszym starcie w mistrzostwach świata.

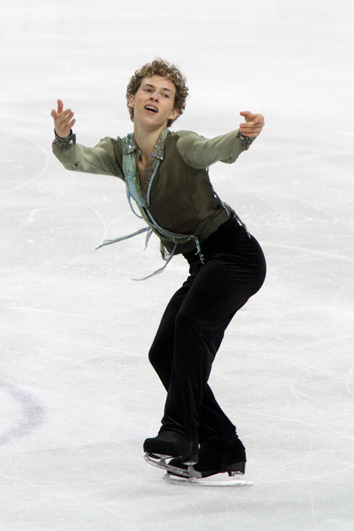
Rippon na MŚ 2010

W kolejnych sezonach regularnie występował w zawodach Grand Prix i mistrzostwach czterech kontynentów. W 2012 został wicemistrzem Stanów Zjednoczonych. Jego wyniki nie były na tyle zadowalające, aby zakwalifikować się na Zimowe Igrzyska Olimpijskie 2014 w Soczi. W latach 2014–2016 występował w zawodach z cyklu Challenger Series, zajmując miejsca na podium oraz zdobył tytuł wicemistrza Stanów Zjednoczonych w roku 2015 i tytuł mistrza w 2016. W sezonie 2016/2017 wrócił do występów w Grand Prix, zdobywając brązowe medale na Skate America 2016 i Trophée de France 2016. Po raz pierwszy awansował do finału Grand Prix i zajął 6. lokatę. 
W sezonie olimpijskim 2017/2018 zdobył srebrne medale na NHK Trophy 2017 i Skate America 2017. W finale Grand Prix zajął piąte miejsce. 7 stycznia 2018, po zajęciu czwartego miejsca w krajowych mistrzostwach, wywalczył awans na Zimowe Igrzyska Olimpijskie 2018 w Pjongczangu. W zawodach drużynowych podczas igrzysk olimpijskich wywalczył z reprezentacją Stanów Zjednoczonych brązowy medal. Tym samym został pierwszym amerykańskim sportowcem, który zdobył medal olimpijski jako otwarty homoseksualista podczas zimowych igrzysk olimpijskich. Indywidualnie w konkurencji solistów zajął 10. miejsce. 

#### Pozostała działalność
W maju 2018 w parze z Jenną Johnson zwyciężył w finale 26. edycji amerykańskiego programu rozrywkowego Dancing with the Stars. Jesienią 2018 zasiadł w jury programu Dancing with the Stars Kids.

### Życie prywatne
2 października 2015 w wywiadzie dla magazynu „Skating” ujawnił się jako gej.

## Programy
| Sezon   | Program krótki (SP) | Program dowolny (FS) | Pokazy mistrzów |
| ------- | --- | --- | --- |
| 2017–18 | - Advice of Tomorrow – Ciuju Nelabai - Let Me Think About It (Eddie Thoneick remix) – Ida Corr, Fedde le Grand choreografia: Jeffrey Buttle - Diamonds – Adam Rippon, oryg. Sia, Benjamin Levin, Stargate choreografia: Benji Schwimmer, Jeffrey Buttle | - Arrival of the Birds/Exodus (z filmu The Crimson Wing: Mystery of the Flamingos) – The Cinematic Orchestra - O (Fly On) – Coldplay choreografia: Benji Schwimmer                                                        | - Let Me Think About It – Ida Corr, Fedde le Grand choreografia: Jeffrey Buttle - Remedy – Adele - Diamonds – Adam Rippon, oryg. Sia, Benjamin Levin, Stargate                                                                      |
| 2016–17 | - Let Me Think About It – Ida Corr, Fedde le Grand choreografia: Jeffrey Buttle | - Arrival of the Birds/Exodus z filmu The Crimson Wing: Mystery of the Flamingos) – The Cinematic Orchestra - O (Fly On) – Coldplay choreografia: Benji Schwimmer - Bloodstream – Stateless choreografia: Benji Schwimmer | - Getaway – Tritonal, Angel Taylor - Diamonds – Josef Salvat, oryg. Sia, Benjamin Levin, Stargate - My Funny Valentine |
| 2015–16 | - Who Wants to Live Forever – Queen choreografia: Tom Dickson | The Beatles medley: - Because - Get Back - Blackbird - Sgt. Pepper's Lonely Hearts Club Band choreografia: Jeffrey Buttle                                                                                                 | - The Beatles medley choreografia: Jeffrey Buttle - O (Fly On) – Coldplay choreografia: Benji Schwimmer - Whole Lotta Love – Led Zeppelin choreografia: Tom Dickson                                                                 |
| 2014–15 | - Nyah – Hans Zimmer choreografia: Adam Rippon - Tuxedo Junction – Quincy Jones choreografia: Catarina Lindgren | - Piano Concerto No. 1 – Ferenc Liszt choreografia: Tom Dickson | - All Alone – Geir Rönning choreografia: Adam Rippon - After Tonight – Justin Nozuka choreografia: Adam Rippon |
| 2013–14 | - Carmen – Georges Bizet, Rodion Szczedrin choreografia: Cindy Stuart | - Prélude à l'après-midi d'un faune – Claude Debussy choreografia: Tom Dickson | - A Song for You – Leon Russell choreografia: Adam Rippon |
| 2012–13 | - Nessun dorma – Giacomo Puccini choreografia: Rafael Arutiunian | - Iniemamocni medley - Life's Incredible Again" - Saving Metroville – Michael Giacchino choreografia: Rafael Arutiunian, Michael Seibert                                                                                  | - After Tonight – Justin Nozuka choreografia: Adam Rippon |
| 2011–12 | - Korobushko – Bond choreografia: Shae-Lynn Bourne | - Air - Toccata i fuga d-moll (BWV 565) – Johann Sebastian Bach choreografia: Pasquale Camerlengo | - Piano Concerto No. 2 – Siergiej Rachmaninow choreografia: Adam Rippon |
| 2010–11 | - Romeo and Juliet – Piotr Czajkowski choreografia: David Wilson, Sébastien Britten | - Piano Concerto No. 2 – Siergiej Rachmaninow choreografia: David Wilson | - I'm Yours – Jason Mraz choreografia: David Wilson - Are You Gonna Be My Girl – Jet choreografia: David Wilson - Love Theme from Cinema Paradiso – Itzhak Perlman, oryg. Ennio Morricone choreografia: Molly Oberstar, Adam Rippon |
| 2009–10 | - Jonathan Livingston Seagull – Neil Diamond choreografia: David Wilson | - Concerto for Violin and Orchestra – Samuel Barber choreografia: David Wilson | - Are You Gonna Be My Girl – Jet choreografia: David Wilson - I'm Yours – Jason Mraz choreografia: David Wilson |
| 2008–09 | - Toccata i fuga d-moll (BWV 565) – Johann Sebastian Bach choreografia: Nikołaj Morozow | - Send in the Clowns (z filmu Mała nocna muzyka – Stephen Sondheim - I, Pagliacci – Ruggero Leoncavallo choreografia: Nikołaj Morozow                                                                                     | - I'm Yours – Jason Mraz choreografia: David Wilson - Desperado – Westlife choreografia: Olha Orłowa, David Wilson - Make You Feel My Love – Jon Peter Lewis choreografia: Adam Rippon                                              |
| 2007–08 | - Toccata i fuga d-moll (BWV 565) – Johann Sebastian Bach choreografia: Nikołaj Morozow | - Sonata Księżycowa – Ludwig van Beethoven choreografia: Nikołaj Morozow | - I Pagliacci – Ruggero Leoncavallo choreografia: Nikołaj Morozow - I'll Still be Diggin' On James Brown" – Tubes in Town choreografia: Nikołaj Morozow                                                                             |
| 2006–07 | - Masquerade Waltz – Aram Chaczaturian choreografia: Jelena Siergiejewa | - The Nutcracker – Piotr Czajkowski choreografia: Jelena Siergiejewa | - Because We Believe – Andrea Bocelli choreografia: Adam Rippon |
| 2005–06 | - Just for You – Giovanni choreografia: Jelena Siergiejewa | - Croatian Rhapsody - Wonderland – Maksim Mrvica - Whisper from the Mirror – Keiko Matsui choreografia: Jelena Siergiejewa                                                                                                | |
| 2004–05 | - Rondo Capriccioso – Camille Saint-Saëns choreografia: Jelena Siergiejewa | - Don Kichot – Ludwig Minkus choreografia: Jelena Siergiejewa | |
| 2003–04 | - Zima (wersja nowoczesna) (z koncertu Cztery pory roku) – Antonio Vivaldi choreografia: Jelena Siergiejewa | - Rapsodie węgierskie – Ferenc Liszt choreografia: Jelena Siergiejewa | |
| 2002–03 | | - Fantazja-Impromptu op.66 – Fryderyk Chopin choreografia: Jelena Siergiejewa | |

## Osiągnięcia
| Zawody                                | 04–05          | 05–06          | 06–07          | 07–08          | 08–09          | 09–10          | 10–11          | 11–12          | 12–13          | 13–14          | 14–15          | 15–16          | 16–17          | 17–18          |                |                |                |
| Międzynarodowe                        | Międzynarodowe | Międzynarodowe | Międzynarodowe | Międzynarodowe | Międzynarodowe | Międzynarodowe | Międzynarodowe | Międzynarodowe | Międzynarodowe | Międzynarodowe | Międzynarodowe | Międzynarodowe | Międzynarodowe | Międzynarodowe | Międzynarodowe | Międzynarodowe | Międzynarodowe |
| ------------------------------------- | -------------- | -------------- | -------------- | -------------- | -------------- | -------------- | -------------- | -------------- | -------------- | -------------- | -------------- | -------------- | -------------- | -------------- | -------------- | -------------- | -------------- |
| Igrzyska olimpijskie                  |                |                |                |                |                |                |                |                |                |                |                |                |                | 10             |                |                |                |
| Mistrzostwa świata                    |                |                |                |                |                | 6              |                | 13             |                |                | 8              | 6              |                | WD             |                |                |                |
| Mistrzostwa czterech kontynentów      |                |                |                |                |                | 1              | 5              | 4              | WD             | 8              | 10             |                |                |                |                |                |                |
| GP Finał Grand Prix                   |                |                |                |                |                |                |                |                |                |                |                |                | 6              | 5              |                |                |                |
| GP Cup of China                       |                |                |                |                |                |                |                |                | 4              |                |                |                |                |                |                |                |                |
| GP NHK Trophy                         |                |                |                |                |                | 6              |                |                | 8              | 4              |                |                |                | 2              |                |                |                |
| GP Rostelecom Cup                     |                |                |                |                | 5              |                |                |                |                |                |                | 4              |                |                |                |                |                |
| GP Skate America                      |                |                |                |                | 8              |                | 4              |                |                | 2              |                |                | 3              | 2              |                |                |                |
| GP Skate Canada International         |                |                |                |                |                |                | 3              | 4              |                |                | 10             | 4              |                |                |                |                |                |
| GP Trophée Eric Bompard               |                |                |                |                |                | 3              |                | 4              |                |                | 5              |                | 3              |                |                |                |                |
| CS U.S. International Classic         |                |                |                |                |                |                |                |                |                |                |                |                | 3              |                |                |                |                |
| CS Finlandia Trophy                   |                |                |                |                |                |                |                |                |                |                | 2              | 2              |                | 3              |                |                |                |
| CS Golden Spin Zagrzeb                |                |                |                |                |                |                |                |                |                |                |                | 2              |                |                |                |                |                |
| Międzynarodowe: Kategorie młodzieżowe |                |                |                |                |                |                |                |                |                |                |                |                |                |                |                |                |                |
| Mistrzostwa świata juniorów           |                |                |                | 1              | 1              |                |                |                |                |                |                |                |                |                |                |                |                |
| JGP Finał                             |                |                |                | 1              |                |                |                |                |                |                |                |                |                |                |                |                |                |
| JGP w Bułgarii                        |                |                |                | 2              |                |                |                |                |                |                |                |                |                |                |                |                |                |
| JGP w Chorwacji                       |                | 6              |                |                |                |                |                |                |                |                |                |                |                |                |                |                |                |
| JGP w Rumunii                         |                |                |                | 1              |                |                |                |                |                |                |                |                |                |                |                |                |                |
| Triglav Trophy                        | 1 J            |                |                |                |                |                |                |                |                |                |                |                |                |                |                |                |                |
| Krajowe                               |                |                |                |                |                |                |                |                |                |                |                |                |                |                |                |                |                |
| Mistrzostwa Stanów Zjednoczonych      | 2 N            | 11 J           | 6 J            | 1 J            | 7              | 5              | 5              | 2              | 5              | 8              | 2              | 1              | WD             | 4              |                |                |                |
| Eastern Sectionals                    | 1 N            | 3 J            | 1 J            |                |                |                |                |                |                |                |                |                |                |                |                |                |                |
| South Atlantic Regionals              | 4 N            | 1 J            | 1 J            |                |                |                |                |                |                |                |                |                |                |                |                |                |                |
| Zawody drużynowe                      |                |                |                |                |                |                |                |                |                |                |                |                |                |                |                |                |                |
| Igrzyska olimpijskie                  |                |                |                |                |                |                |                |                |                |                |                |                |                | 3 T 3 P        |                |                |                |
| World Team Trophy                     |                |                |                |                |                |                |                | 2 T 7 P        |                |                |                |                |                |                |                |                |                |
| Team Challenge Cup                    |                |                |                |                |                |                |                |                |                |                |                | 1 T 3 P        |                |                |                |                |                |
| Japan Open                            |                |                |                |                |                |                | 2 T 1 P        |                |                |                |                |                | 3 T 5 P        |                |                |                |                |